# Горский (Краснодарский край)
Горский — посёлок в Тбилисском районе Краснодарского края.
Входит в состав Тбилисского сельского поселения.

## Население
| 2002 | 2010 |
| ---- | ---- |
| 44   | ↘41  |